# 渡辺重綱
渡辺 重綱（わたなべ しげつな）は、安土桃山時代から江戸時代前期にかけての武将。尾張藩の家老。渡辺半蔵家2代当主。

## 略歴
天正2年（1574年）渡辺守綱の子として三河国に誕生。天正16年（1588年）、徳川家康に出仕、小田原征伐、関ヶ原の戦いに出陣。慶長15年（1610年）父と共に家康の九男・義直に付属せられ、大坂冬夏両陣では先鋒を務めた。
元和6年（1620年）父・守綱の死去により、三河と近江国の遺領を2代将軍・徳川秀忠より賜り、義直からも尾張国に5000石の知行を賜る。後、同心の知行として7000石を加増される。
寛永18年（1641年）執政（家老）となる。寛永20年（1643年）隠居して家督を四男・治綱に譲り、隠居料として2000石を賜る。

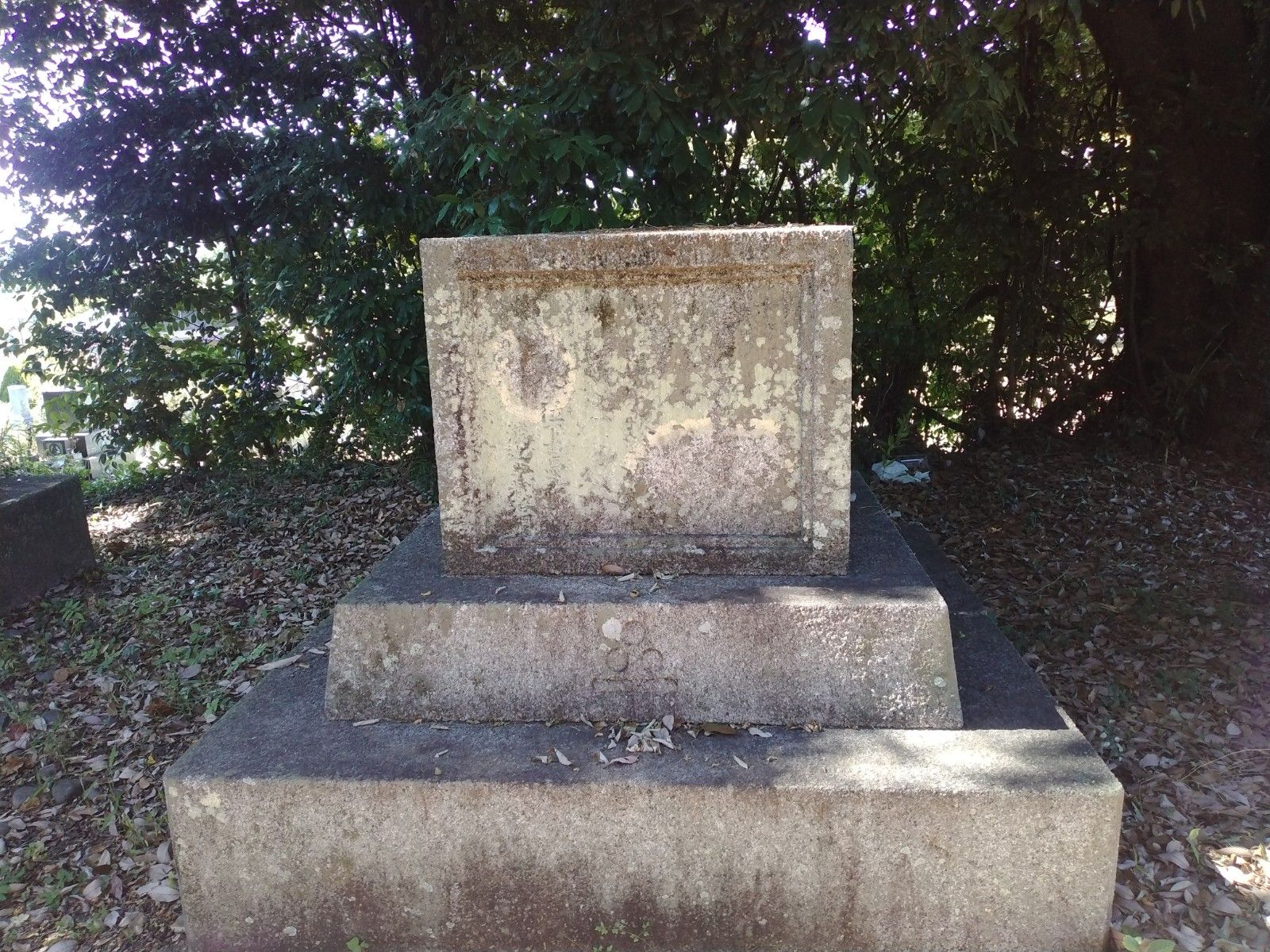
渡辺重綱の墓(豊田市守綱寺)

慶安元年（1648年）10月1日死去。享年75。

## 系譜
- 父：渡辺守綱
- 母：平岩親重の娘（平岩主計頭親吉の妹）
- 正室：水野左近大夫正重の娘
- 継室：杉浦忠右衛門七盛嗣の娘
- 男子：小半蔵勝綱
- 男子：忠蔵仲綱
- 男子：忠七郎忠綱（旗本）
- 男子：飛騨守治綱（尾張藩家老）
- 男子：丹後守吉綱（武蔵国野本藩初代藩主）
- 男子：大隅守綱貞（三綱、江戸南町奉行及び大目付を務めた旗本）
- 男子：藤蔵長綱（尾張藩重臣）
- 女子：石川伊賀守正光正室
- 女子：松平三左衛門室
- 女子：稲葉右近正通室

長男・勝綱は慶長15年（1610年）秀忠に仕え、大坂の陣に出陣、元和元年（1615年）父に先立って没した。次男・仲綱は早世。三男・忠綱は元和元年（1615年）秀忠に仕え、父より3000石の分与を受けるも、元和9年（1623年）父に先立って没した。五男・吉綱は兄忠綱の名跡を継いで元和9年（1623年）秀忠に仕え、後に武蔵野本藩主となる。六男・綱貞は徳川家光に仕えて従五位下大隅守に叙任、江戸南町奉行や大目付等を務めた。のちの延宝8年（1680年）6月27日、大目付を勤めていた頃、越後騒動の裁定に対して徳川綱吉の勘気を被り、改易および八丈島へ遠島処分となった。綱貞の三人の息子も他家へ預けられた。
七男・長綱は重綱の死後、その隠居料だった2000石を相続して尾張藩に仕えることになる。長綱は寛文八年(1668年)九月朔日に享年26で早世するが、長綱の長男・基綱は大名渡辺家を相続して野本藩主及び和泉国伯太藩主となり、次男・定綱は本家で尾張藩万石年寄の渡辺半蔵家を相続することになる。

## 関連作品
映画
- 柳生一族の陰謀（1978年 演：田中浩）

テレビドラマ
- 柳生一族の陰謀（1978年 演：野村将希）